# La Truffe noire
Pour les articles homonymes, voir Truffe.
La Truffe Noire est un restaurant gastronomique situé à Bruxelles. Le chef est Erik Lindelauf.

## Étoiles Michelin
- de 1990 à 2022
- La truffe noire a perdu son étoile dans l'édition 2022 du Guide Michelin[1]

## Gault et Millau
- 14/20